# 三亚号导弹护卫舰
“三亚”号导弹护卫舰（舷号574）简称“三亚”舰，是中国人民解放军海军第十六艘054A型导弹护卫舰，可以单独或者协同海军其他兵力攻击敌水面舰艇及潜艇，具有较强的远程警戒和防空作战能力。三亚舰由沪东造船厂开工建造，于2012年11月30日下水，2013年12月13日入列，服役于南海舰队驱逐舰第九支队。三亚舰舰名取自海南省三亚市，其入列命名授旗仪式于2013年12月13日在海南省三亚市某军港举行。原“三亚”舰于此前改名为“葫芦岛”舰。

## 历史
2014年1月中旬，“三亚”号导弹护卫舰与“衡水”号导弹护卫舰、“柳州”号导弹护卫舰及“岳阳”号导弹护卫舰等组成编队在训练海域完成多个课目的攻防演练。
2015年3月，“三亚”号导弹护卫舰等南海舰队驱逐舰第九支队舰艇编队出海进行实际使用武器训练，三亚舰抵达演练海域后进行了主炮对岸射击等训练。